# Pedro José Bencomo y Rodríguez
Pedro José Bencomo y Rodríguez (San Cristóbal de La Laguna, 5 de febrero de 1749 - San Cristóbal de La Laguna, 12 de enero de 1828) fue un religioso y educador español. Fue hermano de Cristóbal Bencomo y Rodríguez, célebre confesor del rey Fernando VII de España.

## Biografía
Sus padres fueron D. Francisco Braulio Bencomo Alfonso y Dña. Bárbara Rodríguez de Fleitas y él era el primero de tres hermanos, siguiéndole a continuación Santiago José y el menor Cristóbal. Su vida giró casi siempre alrededor de su parroquia natal, Nuestra Señora de los Remedios; fue bautizado en ella, sacerdote de la misma y testigo y partícipe de proyectos que se fraguaron en su entorno, en particular su conversión en Catedral de La Laguna.
Aunque no fue el “padre” de sus grandes proyectos, siempre estimuló y apoyó la vida social, académica, económica y religiosa de La Laguna con aquellos que los promovieron, impulsaron y lucharon por mantenerlos.
Tanto él como sus dos hermanos eran hombres eruditos formados en el pensamiento ilustrado, clérigos importantes de la historia de Canarias que contribuyeron a incentivar y desarrollar la vida cultural. Entre otras cosas, impulsaron el establecimiento de la Universidad de San Fernando (actualmente Universidad de La Laguna), la obras de la Catedral de la Laguna (en concreto D. Pedro es uno de los que promueve la construcción de la fachada principal), estuvieron al frente del proyecto para la creación del Obispado de San Cristóbal de La Laguna, etc. Además, donaron parte de su biblioteca para la formación del clero, contribuyeron con importantes cantidades de dinero de su patrimonio personal para mejorar la ornamentación y fachada de la Catedral, sin olvidarse de los más necesitados de la Casa de Expósitos y el Hospital de Dolores, etc.
Entre sus labores en instituciones importantes destaca que fue:
- Profesor de la Escuela de Gramática de La Laguna, dependiente del Cabildo de la isla.[1]
- Canónigo de la Catedral de Santa Ana en Las Palmas de Gran Canaria (1815-1818).[1]
- Comisionado regio, conjuntamente con D. Alonso de Nava y Grimón, para el establecimiento de la Universidad de San Fernando desde 1816. En la Inauguración de la Universidad en 1817 se le concedió a D. Alonso el grado de Doctor en Cánones y a D. Pedro el grado de Doctor en Leyes, como agradecimiento, presagio de una buena gestión y por otros méritos.[2]
- Primer y cuarto Rector de la Universidad Literaria San Fernando de La Laguna, 1818-1820 y desde 1826 hasta su fallecimiento en 1828, afrontando asuntos importantes en los que demostró dotes de gobierno.[3][4]
- Décimo quinto Rector de la Real Sociedad Económica de Amigos del País de Tenerife en 1818, la cual nace en la época de la Ilustración para fomentar el desarrollo de todas las áreas de conocimiento, actividades culturales, científicas, económicas, sociales, etc. relacionadas con progreso del país y, en particular, de Tenerife.[5][6]
- Primer Deán de la Catedral de La Laguna 1819-1820.[1]